# Dysmachus albiseta
Dysmachus albiseta là một loài ruồi trong họ Asilidae. Dysmachus albiseta được Becker miêu tả năm 1907. Loài này phân bố ở vùng Cổ Bắc giới.